# The Interview
The Interview is een Amerikaanse filmkomedie uit 2014, geregisseerd, geschreven en geproduceerd door Evan Goldberg en Seth Rogen. Distributeur Sony Pictures trok de film in december in eerste instantie na dreigementen van hackers terug, maar besloot uiteindelijk de film toch uit te brengen. Enkele honderden bioscopen hebben aangegeven dat ze de film toch gaan vertonen, en bovendien wordt de film uitgebracht door diverse videodiensten, zoals iTunes, YouTube, Google Play en Xbox Video.

## Verhaal
David Skylark presenteert in de Verenigde Staten Skylark Tonight, een succesvol praatprogramma waarvan zijn beste vriend Aaron de producent is. Tot hun verbazing wil Kim Jong-un, de leider van Noord-Korea, geïnterviewd worden door David. Aaron moet naar een aangegeven afgelegen plek in de bergen van China reizen. Daar wordt in een korte ontmoeting de afspraak om het interview te houden bevestigd (het zal enkele weken later plaatsvinden), waarna hij weer naar de V.S. teruggaat.
Voordat David en Aaron naar Noord-Korea vertrekken, worden ze benaderd door de CIA met het plan de dictator om het leven te brengen. David en Aaron nemen de opdracht aan. Ze krijgen een giftige pleister mee, die Kim moet doden 12 uur nadat hij door een handdruk in aanraking met de pleister is gekomen. Een beveiliger controleert echter de bagage, en vindt de pleister. David liegt dat het kauwgom is, waarop de beveiliger het in zijn mond steekt, waardoor hij de volgende dag sterft.
De CIA stuurt ze per drone 2 nieuwe pleisters. In de nacht moet Aaron naar buiten om de capsule op te halen, maar wordt daar belaagd door een tijger, die echter onschadelijk wordt gemaakt doordat de capsule op hem valt. David trekt met Kim op, ze maken onder meer samen een ritje in een tank die Kim in zijn privéverzameling voertuigen heeft. David vindt Kim eigenlijk heel geschikt, en wil Kim niet meer vermoorden. Hij gooit zijn giftige pleister weg. Hij verhindert ook dat David, die al met zijn pleister op zijn hand op Kim afloopt, hem de hand schudt.  Toevallig net daarna, met nog steeds die pleister op zijn hand, valt de hoge vrouwelijke functionaris Sook Yung Park die hen begeleidt binnen, en heeft Aaron seks met haar, zijn hand zorgvuldig van haar weghoudend om haar niet aan het gif bloot te stellen. 
Davids beeld van Kim verandert als hij ziet dat een goed bevoorrade supermarkt die hem eerder is getoond nep blijkt. Wanneer David terug is bij Aaron hoort Sook per ongeluk van het moordplan, en bekent dan dat ze ook tegen Kim is, maar dat het effectiever is hem belachelijk te maken dan om hem te vermoorden. 
Bij het interview mag David alleen door Kim voorgeschreven vragen stellen. Eerst lijkt David zo door Kim ingepakt dat hij zich daaraan gaat houden, maar dan gaat hij toch kritische vragen stellen, en gevoelige kanten van Kim uitbuiten, waardoor die tijdens het live interview gaat huilen en in zijn broek poept. Sook verijdelt pogingen de uitzending stop te zetten. Kim schiet op David maar die overleeft het doordat hij een kogelvrij vest aanheeft. David, Aaron en Sook slaan op de vlucht in de tank waarin David eerder met Kim gereden heeft, achtervolgd onder leiding van Kim in een helikopter. Met het tankkanon schieten ze Kim dood, waarop de revolutie op gang komt. David en Aaron worden opgehaald door een Amerikaans reddingsteam, terwijl Sook teruggaat.

## Rolverdeling
| Acteur            | Personage      |
| ----------------- | -------------- |
| James Franco      | David Skylark  |
| Seth Rogen        | Aaron Rapoport |
| Randall Park      | Kim Jong-un    |
| Lizzy Caplan      | Agent Lacey    |
| Diana Bang        | Sook           |
| Tommy Chang       | Lijfwacht      |
| Charles Rahi Chun | Generaal Jong  |
| Dominique Lalonde | Jackie         |
| Timothy Simons    | Malcolm        |

## Achtergrond
De opnamen vonden plaats in Vancouver van oktober 2013 tot en met december 2013. In juni 2014 werd een poster van de film uitgebracht. In dezelfde maand werd ook de eerste officiële trailer vrijgegeven. Op 25 juni 2014 maakte het Noord-Koreaanse persbureau Korean Central News Agency bekend dat het uitbrengen van de film een zeer grote belediging zou zijn voor de Noord-Koreaanse regering. Een woordvoerder van de overheid waarschuwde voor tegenmaatregelen. In november werd Sony Pictures Entertainment gehackt en werd bedrijfsgevoelige informatie openbaar gemaakt, waarbij ook dreigementen werden geuit. Op 15 december werd de film om die redenen geheel teruggetrokken. Na kritiek hierop van president Obama verduidelijkte Sony dat veel bioscopen de film niet meer wilden vertonen, en dat Sony zoekt naar andere distributiemogelijkheden. Sony besloot uiteindelijk de film toch uit te brengen, via enkele honderden bioscopen en diverse videodiensten, zoals YouTube, Google Play en Xbox Video.
In maart 2015 maakte Zuid-Koreaanse activisten bekend van plan te zijn om dvd's van de film, samen met politieke pamfletten, via ballonnen te droppen boven Noord-Korea. In de pamfletten wordt kritiek geuit op de Noord-Koreaanse regering en wordt de Zuid-Koreaanse welvaart geprezen. Begin april van dat jaar werd de actie daadwerkelijk uitgevoerd.